# Камбоџа на Светском првенству у атлетици у дворани 2012.
Камбоџа је први пут учествовала на Светском првенству у атлетици у дворани 2012. одржаном у Истанбулу од 9. до 11. марта. Репрезентацију Камбоџе представљао је један такмичар, који је наступио у трци 800 метара.
Камбоџа није освојила ниједну медаљу али је њихов такмичар оборио национални рекорд.

## Учесници
Мушкарци:
- Саморн Киенг — 800 м

## Резултати

### Мушкарци
| Атлетичар    | Дисциплина | Лични рекорд | Квалификације | Квалификације | Полуфинале           | Полуфинале           | Финале               | Финале  | Детаљи |
| Атлетичар    | Дисциплина | Лични рекорд | Резултат      | Место         | Резултат             | Место                | Резултат             | Место   | Детаљи |
| ------------ | ---------- | ------------ | ------------- | ------------- | -------------------- | -------------------- | -------------------- | ------- | ------ |
| Саморн Киенг | 800 м      |              | 1:59,14 НР    | 6. у гр. 4    | Није се квалификовао | Није се квалификовао | Није се квалификовао | 32 / 32 |        |